# Ophisops elbaensis
Ophisops elbaensis är en ödla som beskrevs 1957 av Karl Patterson Schmidt och Hymen Marx. Arten ingår i släktet ormögonödlor och familjen lacertider. Kunskapen om arten är otillräcklig varför exempelvis IUCN inte givit den någon hotstatus.
Arten förekommer på sydvästra Arabiska halvön samt i östra Egypten. Kanske är det afrikanska utbredningsområde ännu större. Ödlan lever i kuperade områden och i bergstrakter upp till 1350 meter över havet. Habitatet utgörs av klippiga regioner nära vattendrag med väl utvecklad växtlighet. Individerna är aktiva på dagen och har bra förmåga att klättra. Honor lägger ägg.
Artepitet i det vetenskapliga namnet syftar inte på ön Elba utan på berget Jabal ‘Ilbah (även känt som Gebel Elba) i Egypten. Inga underarter finns listade i Catalogue of Life.